# Thomas Savage (1er vicomte Savage)
Pour les articles homonymes, voir Savage et Thomas Savage.
Thomas Savage, 1er vicomte Savage (vers 1586 - 20 novembre 1635), connu sous le nom de Thomas Savage, 2e baronnet de 1615 à 1626, est un pair et courtisan anglais à la cour de Charles Ier.

## Biographie
Il est le fils et l'héritier de John Savage, 1er baronnet et de sa femme Mary Alington. Il succède à son père peu de temps avant le 14 juillet 1615. En 1616, il est nommé lieutenant adjoint de Cheshire et est fait chevalier en 1617. De 1624 à 1625, il est commissaire de l'arrondissement de Congleton et, en 1626, premier commissaire du commerce. Le 4 novembre 1626, il est élevé à la pairie sous le nom de vicomte Savage de Rocksavage dans la pairie d'Angleterre. En 1628, il devient chancelier de la reine Henriette Marie et reste conseiller jusqu'en 1634. Il est également garde forestier de la forêt de Delamere.
Le 14 mai 1602, il épouse Elizabeth Savage (comtesse Rivers) (en), fille de Thomas Darcy (1er comte Rivers) et Mary Kitson. Ils ont dix-neuf enfants. Il hérite des titres de son beau-père, mais il meurt avant de pouvoir les porter. Son fils, John Savage (2e comte Rivers), lui succède et devient ensuite comte Rivers.